# Classe Florida
A Classe Florida foi uma classe de couraçados operada pela Marinha dos Estados Unidos, composta pelo USS Florida e USS Utah. Suas construções começaram em 1909 no Estaleiro Naval de Nova Iorque e na New York Shipbuilding Corporation, sendo lançados ao mar em 1909 e 1910 e comissionados na frota norte-americana em 1911. O projeto da Classe Florida foi baseado em sua predecessora Classe Delaware, representando um melhoramento em relação a esta. Os navios tinha uma boca mais larga para acomodarem uma sala de máquinas maior, o que consequentemente lhes deu uma altura metacêntrica mais alta, melhor flutuabilidade e um casco que não era sujeito a tanto estresse.
Os couraçados da Classe Florida eram armados com uma bateria principal composta por dez canhões de 305 milímetros montados em cinco torres de artilharia duplas. Tinham um comprimento de fora a fora de 159 metros, boca de quase 27 metros, calado de mais de nove metros e um deslocamento carregado de mais de 23 mil toneladas. Seus sistemas de propulsão eram compostos por doze caldeiras a carvão que alimentavam quatro conjuntos de turbinas a vapor, que por sua vez giravam quatro hélices até uma velocidade máxima de 21 nós (39 quilômetros por hora). Os navios também tinham um cinturão principal de blindagem que ficava entre 229 e 279 milímetros de espessura.
Os dois navios serviram a maior parte de seu serviço atuando na Frota do Atlântico, ocupando-se principalmente de exercícios e treinamentos de rotina. Ambos participaram da Ocupação de Veracruz em 1914 durante a Revolução Mexicana, desembarcando seus contingentes de fuzileiros navais durante a operação. Após a entrada dos Estados Unidos na Primeira Guerra Mundial em 1917, o Florida foi enviado para a Europa para atuar junto com a Grande Frota britânica como parte da Divisão de Couraçados Nove, enquanto o Utah escoltou comboios no Oceano Atlântico. Após o fim da guerra em 1918 ambos retornaram para suas rotinas normais de treinamentos e exercícios.
Os dois couraçados foram mantidos pelos termos do Tratado Naval de Washington de 1922 e modernizados logo em seguida, sendo depois usados como navios-escola e em viagens diplomáticas. O Tratado Naval de Londres de 1930 ditou que ambos deveriam ser desmilitarizados. Consequentemente, o Florida foi descomissionado no ano seguinte e desmontado. Já o Utah teve sua bateria principal removida e foi convertido em um navio alvo de tiro controlado por rádio, exercendo essa função até 1941. O navio esteve presente em dezembro de 1941 no Ataque a Pearl Harbor, quando foi afundado por ataques aéreos. Seus destroços parcialmente desmontados permanecem no local.